# Райфл (Колорадо)
Райфл (англ. Rifle) — місто (англ. city) в США, в окрузі Гарфілд штату Колорадо. Населення — 10 437 осіб (2020).

## Географія
Райфл розташований за координатами 39°32′20″ пн. ш. 107°46′32″ зх. д. / 39.53889° пн. ш. 107.77556° зх. д. (39.538931, -107.775610).  За даними Бюро перепису населення США в 2010 році місто мало площу 14,69 км², з яких 14,52 км² — суходіл та 0,17 км² — водойми. В 2017 році площа становила 18,14 км², з яких 17,98 км² — суходіл та 0,16 км² — водойми.

### Клімат
| Клімат : Райфл          | Клімат : Райфл | Клімат : Райфл | Клімат : Райфл | Клімат : Райфл | Клімат : Райфл | Клімат : Райфл | Клімат : Райфл | Клімат : Райфл | Клімат : Райфл | Клімат : Райфл | Клімат : Райфл | Клімат : Райфл | Клімат : Райфл |
| Показник                | Січ.           | Лют.           | Бер.           | Квіт.          | Трав.          | Черв.          | Лип.           | Серп.          | Вер.           | Жовт.          | Лист.          | Груд.          | Рік            |
| Абсолютний максимум, °C | 16,7           | 20,6           | 27,2           | 33,3           | 37,2           | 38,9           | 40,0           | 38,9           | 37,2           | 31,1           | 26,1           | 18,3           | 40,0           |
| Середній максимум, °C   | 5,0            | 8,3            | 14,4           | 18,9           | 23,9           | 30,0           | 33,3           | 32,2           | 27,2           | 20,6           | 11,7           | 5,0            | 19,2           |
| Середній мінімум, °C    | −11,1          | −7,8           | −3,9           | −0,6           | 4,4            | 8,3            | 11,7           | 11,1           | 6,1            | 0,0            | −5             | −11,1          | 0,2            |
| Абсолютний мінімум, °C  | −38,9          | −36,7          | −26,7          | −15,6          | −8,3           | −5,6           | 0,6            | −0,6           | −6,1           | −13,9          | −26,7          | −32,8          | −38,9          |
| Норма опадів, мм        | 25             | 25             | 23             | 28             | 30             | 23             | 30             | 23             | 41             | 36             | 28             | 28             | 394            |
| ----------------------- | -------------- | -------------- | -------------- | -------------- | -------------- | -------------- | -------------- | -------------- | -------------- | -------------- | -------------- | -------------- | -------------- |
| Джерело: weather.com    |                |                |                |                |                |                |                |                |                |                |                |                |                |

## Демографія
Згідно з переписом 2010 року, у місті мешкали 9172 особи в 3221 домогосподарстві у складі 2230 родин. Густота населення становила 624 особи/км².  Було 3626 помешкань (247/км²).
Расовий склад населення:
| - 81,0 % — білих - 1,3 % — корінних американців - 0,6 % — азіатів - 0,5 % — чорних або афроамериканців - 0,1 % — вихідців з тихоокеанських островів - 13,4 % — осіб інших рас |

До двох чи більше рас належало 3,1 %. Частка іспаномовних становила 30,4 % від усіх жителів.
За віковим діапазоном населення розподілялося таким чином: 30,6 % — особи молодші 18 років, 62,0 % — особи у віці 18—64 років, 7,4 % — особи у віці 65 років та старші. Медіана віку мешканця становила 31,0 року. На 100 осіб жіночої статі у місті припадало 105,5 чоловіків;  на 100 жінок у віці від 18 років та старших — 107,1 чоловіків також старших 18 років.
Середній дохід на одне домашнє господарство  становив 62 580 доларів США (медіана — 54 175), а середній дохід на одну сім'ю — 68 195 доларів (медіана — 56 398). Медіана доходів становила 42 939 доларів для чоловіків та 34 774 долари для жінок. За межею бідності перебувало 14,5 % осіб, у тому числі 19,2 % дітей у віці до 18 років та 10,1 % осіб у віці 65 років та старших.
Цивільне працевлаштоване населення становило 4490 осіб. Основні галузі зайнятості: будівництво — 22,1 %, освіта, охорона здоров'я та соціальна допомога — 16,5 %, науковці, спеціалісти, менеджери — 11,6 %, роздрібна торгівля — 9,5 %.